# مارك جيمس (لاعب غولف)
مارك جيمس (بالإنجليزية: Mark James)‏ هو لاعب غولف بريطاني، ولد في 28 أكتوبر 1953 في مانشستر في المملكة المتحدة.

## وصلات خارجية
- مارك جيمس على موقع رابطة لاعبي الغولف المحترفين (الإنجليزية)
- مارك جيمس على موقع رابطة أوروبا للاعبي الغولف المحترفين (الإنجليزية)
- مارك جيمس على موقع التصنيف العالمي الرسمي للغولف (الإنجليزية)